# Furcraea antillana
Furcraea antillana ist eine Pflanzenart aus der Gattung Furcraea in der Unterfamilie der Agavengewächse (Agavoideae).  Das Artepitheton antillana verweist auf das Vorkommen der Art auf den Großen Antillen.

## Beschreibung
Furcraea antillana bildet bis zu 50 Zentimeter lange Stämme. Rhizome sind nicht vorhanden. Die 90 bis 110 geraden, schmal lanzettlichen Laubblätter sind fast flach und leicht rinnig. Zu ihrer Spitze hin sind sie leicht gefaltet. Ihre steif-ledrige, häufig raue Blattspreite ist 90 bis 120 Zentimeter lang (selten 60 bis 200 Zentimeter) und 5 bis 10 Zentimeter breit. Sie ist hellgrün bis etwas gelblich und opak. An den Blatträndern befinden sich dreieckige, gerade oder in der Regel etwas zurückgeschlagene Randzähne von 2 bis 5 Millimeter (selten bis 7 Millimeter) Länge. Sie sind kastanienbraun bis nahezu schwarz und befinden sich auf dreieckigen Vorsprüngen. Die Randzähne stehen 2 bis 5 Zentimeter, an der Basis sind es 0,4 bis 2 Zentimeter, voneinander entfernt. Im oberen Drittel der Laubblätter fehlen sie gelegentlich. Die Blattspitze ist scharf und trägt kein oder ein undeutlich aufgesetztes Spitzchen.
Der schmal spindelförmige Blütenstand erreicht eine Höhe von 4 bis 6 Meter (selten bis 8 Meter). Die 40 bis 70 Zentimeter (selten 20 bis 90 Zentimeter) langen Teilblütenstände sind in den oberen zwei Dritteln aufsteigend. Sie tragen schmal spindelförmige Bulbillen. Es stehen je zwei bis drei glockenförmige, hängende Blüten von  32 bis 40 Millimeter (selten ab 24 Millimeter) Länge zusammen. Ihr Blütenstiel ist 4 bis 10 Millimeter lang. Ihre elliptischen, weißlichen Perigonblätter sind an der Außenseite grün. Sie weisen eine Länge von 14 bis 19 Millimeter (selten 12 bis 27 Millimeter) auf und sind 5 bis 8 Millimeter breit. Die Staubfäden sind 10 bis 20 Millimeter lang. Der dreikantige Fruchtknoten weist eine Länge von 18 bis 20 Millimeter (selten ab 13 Millimeter) auf. Der Griffel ist 10 bis 20 Millimeter lang. Die Blütezeit reicht vom Juli bis in den September.
Die länglichen, geschnabelten Früchte erreichen eine Länge von 2,5 bis 5 Zentimeter und eine Breite von 1,6 bis 3 Zentimeter.

## Systematik und Verbreitung
Furcraea antillana ist auf den Großen Antillen, auf Kuba, Hispaniola und Puerto Rico in halblaubabwerfenden Wäldern oder trockenem Küstenbusch verbreitet. 
Die Erstbeschreibung durch Alberto Álvarez de Zayas wurde 1996 veröffentlicht.
Furcraea antillana wird in der Gattung in die Sektion Furcraea eingeordnet.

## Nachweise